# Martins Igbanu
Martins Igbanu (Lagos, 12 aprile 1997) è un cestista nigeriano.